# ستيفن ديكسون (لاعب هوكي الجليد)
ستيفن ديكسون هو لاعب هوكي الجليد كندي، ولد في 7 سبتمبر 1985 في هاليفاكس في كندا.

## وصلات خارجية
- ستيفن ديكسون على موقع دوري الهوكي الوطني (الإنجليزية)
- ستيفن ديكسون على موقع الدوري الأمريكي لهوكي الجليد (الإنجليزية)
- ستيفن ديكسون على موقع EliteProspects.com (الإنجليزية)
- ستيفن ديكسون على موقع Eurohockey.com (الإنجليزية)
- ستيفن ديكسون على موقع HockeyDB.com (الإنجليزية)